# رافائل رومی
رافائل رومی (انگلیسی: Raphaël Romey؛ زادهٔ ۲۶ فوریهٔ ۱۹۸۱) بازیکن فوتبال اهل فرانسه است.
از باشگاه‌هایی که در آن بازی کرده‌است می‌توان به باشگاه فوتبال کرالا بلاسترز اشاره کرد.